# Virginia Penny
Virginia Penny (18 de enero de 1826 - 4 de abril de 1913) fue una reformadora social y economista, la primera en estudiar los mercados laborales femeninos tanto en Estados Unidos como en Europa. Sus libros fueron un recurso importante para los miembros de la recién creada Asociación Americana de Ciencias Sociales. También fue una de las primeras líderes del movimiento sufragista femenino estadounidense antes de implicarse más en la organización sindical y dirigir su propia agencia de empleo para mujeres.

## Primeros años y carrera editorial
Hija mayor de Rachel Ruble y William Penny, de Louisville (Kentucky), Virginia Penny nació el 18 de enero de 1826 en el seno de una familia esclavista. Su padre fue concejal de la ciudad y cofundó la Caja de Ahorros de Louisville. Al menos tres de sus cuatro hermanos desempeñaron un papel importante en su vida posterior:
- William - graduado en medicina por la Universidad de Louisville en 1872, murió en su casa de Brooklyn, Nueva York, el 21 de enero de 1914.[3]
- Alexander - también médico, vivió en una granja cerca de Louisville con su madre tras la muerte de su padre,[1] y murió en diciembre de 1876.[4]
- Icilius - trabajó como peón en Alton, Illinois, donde sufrió malos tratos y pasó hambre cuando su hermana lo encontró allí en la década de 1880.[4]

Después de asistir a clase durante dos años, Penny se graduó en 1845 en el Seminario Femenino de Steubenville, dirigido por los presbiterianos en Ohio. Enseñó en Illinois y Kentucky, y fue directora del Departamento Femenino de la Academia Van Rensselaer de Misuri. A finales de la década de 1850, había viajado a varias grandes ciudades de Estados Unidos para estudiar los trabajos femeninos y utilizó las bibliotecas para buscar información sobre las mujeres europeas. Vivió en Nueva York de 1859 a 1861 para finalizar su investigación y publicar lo que se convirtió en la primera publicación sobre qué trabajos estaban abiertos a las mujeres y qué salarios podían ganar. Penny utilizó un método de investigación sistemático para entrevistar a miles de empleadores y trabajadores. Utilizó entrevistas en persona y cuestionarios de encuesta por correo, y terminó con 533 listados en la primera versión de su libro: How women can make money married or single, in all branches of the arts and sciences, professions, trades, agricultural and mechanical pursuits (Filadelfia, 1862).
Su libro, único en su género, es el primero que presenta no sólo los tipos de trabajos en los que trabajaban las mujeres en aquella época, sino también aquellos en los que, debido a la discriminación de género, podrían haber trabajado pero no lo hacían en gran número. Sus ensayos temáticos que acompañan a las listas de empleos incluyen su análisis de los efectos del trabajo en la salud de su mano de obra, los salarios típicos (y las diferencias de género), la duración de la jornada laboral, así como las cualificaciones y la duración de la formación para un determinado tipo de trabajo. Se anima al público al que va dirigido el libro, las mujeres que buscan empleo, a explorar formas de estar preparadas para el trabajo y a no rendirse cuando son rechazadas por primera vez debido a la discriminación de género.
Dada la falta de publicidad del libro de Penny (autoeditado con su herencia), no tuvo una gran difusión. Al año siguiente, vendió las planchas de impresión y los derechos del libro a un nuevo editor por 100 dólares. Walker, Wise and Company de Boston volvió a publicarlo en 1863 con un nuevo título: The Employments of Women: A Cyclopaedia of Woman's Work. Esta versión del libro fue ampliamente distribuida y reseñada en obras literarias tanto académicas como generales (véase, por ejemplo, la reseña de Burwell N. Carter de Williamstown, Kentucky, en The Land We Love (agosto de 1867). En el prefacio de su libro de 1863, escribe:
Deseo presentar a los interesados una visión clara y sucinta de las condiciones de los negocios en los Estados Unidos, las oportunidades para entrar en el mundo de los negocios, las vacantes que las mujeres pueden llenar y los mercados abarrotados que pueden evitar, las cualificaciones necesarias para una actividad seleccionada, y las actividades a las que se adaptan mejor; también el resultado probable pecuniariamente de cada vocación honorablemente perseguido: en resumen, se pretende como un manual de negocios para las mujeres.
Otro crítico en 1869 estuvo de acuerdo en que el libro es una herramienta útil y práctica para las mujeres: «La señorita Penny se ha ganado la sobria gratitud de las mujeres, y de los hombres interesados en la suerte de las mujeres, por el trabajo de muchos años en los campos de servicio más duros y menos remunerados. No es una oradora, ni una política, ni una gestora, sino una trabajadora laboriosa... El estilo de la señorita Penny no es especialmente brillante o atractivo, pero es interesante; y lo que es mejor, sus ensayos son sobrios, sabios e importantes». El libro fue reeditado muchas veces a lo largo de los años; y, en 1867, fue adaptado y traducido al alemán.
En mayo de 1867, Penny asistió a la segunda convención de la Asociación Americana por la Igualdad de Derechos (AERA), donde fue elegida representante de Kentucky entre los vicepresidentes. Para entonces, su reputación por su trabajo y sus ideas a favor de los derechos de la mujer ya estaba firmemente asentada y se unió a una red mundial de activistas que trabajaban por el sufragio femenino, así como por la igualdad de derechos para todos. Participó en actividades sindicales, como la Workingwoman's Association de Nueva York, y encabezó protestas por los salarios y las condiciones de vida de las mujeres. Abrió una agencia de empleo y dio conferencias públicas para animar a las mujeres a explorar los distintos campos en los que podían trabajar y cobrar. En un momento dado también trabajó para la Oficina del Censo de los Estados Unidos.
El segundo libro de Penny, Think and Act: A Series of Articles Pertaining to Men and Women, Work and Wages se publicó en 1869. Se trataba de una recopilación de sus discursos y artículos, en los que ofrecía un análisis económico más profundo de la situación de las mujeres trabajadoras y en los que exponía sus soluciones, que la sitúan firmemente en la escuela de las economistas feministas y teóricas sociales que seguirían sus pasos muchas décadas después. Abogó por los derechos de propiedad de las mujeres casadas y escribió sobre el valor de uso de las mujeres en la esfera doméstica en una época en la que la mayoría de los autores hablaban principalmente de las cuestiones morales de la domesticidad. Intentó que su libro fuera útil para los reformistas sociales, incluidos los sufragistas, que presionaban a sus legisladores municipales, estatales y federales: «Si lo que se dice sirve para hacer planear el camino del deber, o para ayudar a alguien en la causa a la que se dedica, habrá cumplido su misión (5)».
Penny fue miembro fundador de la Kentucky Woman Suffrage Association cuando se formó por primera vez en 1881, justo después de una convención de la American Woman Suffrage Association en Louisville, Kentucky. Este grupo fue la primera organización sufragista que representó a un estado del Sur.
En un momento de su vida, Penny organizó la financiación y dirigió una agencia de empleo en la casa de la American Bible Society, situada entre las avenidas Tercera y Cuarta, en la calle Novena de Nueva York. Como parte de sus servicios, incluía una serie de conferencias sobre los trabajos disponibles para las mujeres en la ciudad.

## Declive y muerte
Penny se encontraba en Cincinnati en la década de 1870, y escribió: «mi salud es mala y mis medios limitados». La pelea de sus hermanos por su herencia condujo a una investigación en 1874, durante la cual -por razones desconocidas- el juez la internó contra su voluntad en el Anchorage Asylum, un hospital psiquiátrico cerca de Louisville. En la década de 1880 cayó en la indigencia, tras perder su herencia y los derechos de publicación de sus libros, y periódicamente recibía peticiones de ayuda económica por todo el país mientras viajaba a distintas ciudades (véase, por ejemplo, su panfleto de 1885 a los votantes del condado de Jefferson, mientras estaba en Louisville, y un reportaje del New York Times de 1902, cuando vivía en la pobreza en una casa de vecinos de Nueva York). Mientras tanto, su hermano William, médico y profesor en Galveston (Texas), se había trasladado a Nueva York y había abierto el Penny Dispensary en Long Island. Mientras William vivía en Brooklyn, ella fue internada en el Hospital Estatal de Manhattan, en Wards Island, donde finalmente murió casi 20 años después.

## Obras
- How women can make money married or single, in all branches of the arts and sciences, professions, trades, agricultural and mechanical pursuits (Filadelfia, 1862); reeditado en 1863 en Boston por Walker, Wise & Company con un nuevo título, The Employments of Women: A Cyclopaedia of Woman's Work.
- Think and Act: A Series of Articles Pertaining to Men and Women, Work and Wages (Filadelfia, 1869).
- To the Voters of Jefferson County (Louisville, January 1885).